# Nitracaine
Nitracaine là một chất kích thích với đặc tính gây tê cục bộ đã được bán trực tuyến dưới dạng thuốc thiết kế.
Nó liên quan chặt chẽ với dimethocaine.